# ジョアン・セレロールス
ジョアン・セレロールス（カタルーニャ語：Joan Cererols, 1618年9月9日 マルトレル - 1680年8月27日 モンセラート修道院）は、カタルーニャの作曲家・ベネディクト会修道士。 
1626年ごろにモンセラート修道院聖歌隊の附属学校「エスコラニア escolania」に入学。オルガニストとして名高いファン・マルチ神父（Juan March）に音楽を師事。1636年9月6日に、修道会の修練士に迎えられる。1648年にマルチ神父の許可を得てマドリッドに赴いており、おそらく若手作曲家と接触しえたであろう。モンセラートに戻ると、修道院の一員として誓願を立てた。1658年にマルチが没すると、修道院の後任聖歌隊長となり、1680年に没するまでその地位にあった。
代表作に、17世紀半ばに作曲された7声の《レクイエム》（当時バルセロナを襲った黒死病の大流行に際して書かれた追悼音楽。「サンクトゥス」の次にモテット《Hei Mihi（ああ、悲しや）》が加えられていることによって有名）と、4声の《死者のためのミサ曲》、スペインのナポリ王国征服を記念するミサ曲《戦争》がある。近年は、このほか宗教的なビリャンシーコも再評価されつつある。
7声の《レクイエム》とミサ曲《戦争》では、相異する合唱グループを組み合わせた複合唱様式が特徴的である。しかしながらルネサンス末期から同時代のイタリアやドイツの複合唱様式による作品に比べると、めりはりに富んだ劇的な表現や緊張感、楽曲構成の緻密さといったものにおよそ欠けており、おそらくそれは恩師マルチ神父の影響だったと見なされている。